# Перелік пам'яток культурної спадщини, що не підлягають приватизації (Черкаська область)
В Черкаській області до переліку пам'яток культурної спадщини, що не підлягають приватизації, внесено 30 об'єктів культурної спадщини України.

## Черкаська міська рада
| Найменування пам'ятки      | Час створення  | Місце розташування                      | Охоронний номер |
| -------------------------- | -------------- | --------------------------------------- | --------------- |
| Будівля чоловічої гімназії | 1886-1899 роки | м. Черкаси, вул. Байди Вишневецького, 6 | 31-Чк           |

## Городищенський район
| Будинок, у якому жив І. Ле           | 1950 рік | м. Городище, вул. Жовтнева, 141 | 3932 |
| Будинок, у якому жив Л. П. Симиренко | 1855 рік | с. Мліїв                        | 3933 |

## Звенигородський район
| Садиба П. В. Енгельгардта                              | XIX сторіччя | с. Будище     |       |
| Хата, в якій у 1824—1827 роках навчався Т. Г. Шевченко | XIX сторіччя | с. Шевченкове | 465   |
| Музей Т. Г. Шевченка                                   | 1939 рік     | с. Шевченкове | 49-Чк |

## Золотоніський район
| Будівля чоловічої гімназії | 1910 рік | м. Золотоноша, пр-д. Садовий, 10 | 51-Чк |

## Кам'янський район
| Садиба Давидових: | кінець XVIII — початок XIX сторіччя | м. Кам'янка                          | 775/0 |
| будинок головний  | початок XIX сторіччя                | м. Кам'янка, вул. Героїв Майдану, 42 | 775/1 |
| млин водяний      | 1825 рік                            | м. Кам'янка, вул. Перемоги, 2        | 775/2 |
| грот              | кінець XVIII сторіччя               | м. Кам'янка, вул. Декабристів        | 775/3 |

## Канівський район
| Будинок академіка М. Ф. Біляшівського         | 1900-1926 роки        | м. Канів, територія природничого заповідника Національного університету імені Тараса Шевченка | 1910  |
| Базиліанське училище                          | 1784 рік              | м. Канів, вул. Енергетиків, 64                                                                | 3885  |
| Готель «Тарасова гора»                        | 1961 рік              | м. Канів, Тарасова гора                                                                       |       |
| Державний музей Т. Г. Шевченка                | 1934, 1937, 1939 роки | м. Канів, Тарасова гора                                                                       | 54-Чк |
| Будинок, у якому жив Е. О. Зноско- Боровський | XIX сторіччя          | с. Бересняги                                                                                  | 3942  |

## Корсунь-Шевченківський район
| Садиба Лопухіних:                  | 1783 рік — кінець XIX сторіччя | м. Корсунь- Шевченківський, вул. Острів Коцюбинського, 4 | 1721/0  |
| палац                              | 1789-1830 роки                 | м. Корсунь- Шевченківський, вул. Острів Коцюбинського, 4 | 1721/1  |
| брама                              | 1730-1840 роки                 | м. Корсунь- Шевченківський, вул. Острів Коцюбинського, 4 | 1721/2  |
| флігель                            | 1782-1835 роки                 | м. Корсунь- Шевченківський, вул. Острів Коцюбинського, 4 | 1721/3  |
| головна контора управителя маєтком | XIX сторіччя                   | м. Корсунь- Шевченківський, вул. Острів Коцюбинського, 4 | 1721/5  |
| лазня                              | кінець XIX сторіччя            | м. Корсунь- Шевченківський, вул. Острів Коцюбинського, 4 | 1721/6  |
| манеж                              | 1830-1840 роки                 | м. Корсунь- Шевченківський, вул. Острів Коцюбинського, 4 | 1721/7  |
| стайня-каретна                     | кінець XIX сторіччя            | м. Корсунь- Шевченківський, вул. Острів Коцюбинського, 4 | 1721/8  |
| православна каплиця N 1            | початок XIX сторіччя           | м. Корсунь- Шевченківський, вул. Острів Коцюбинського, 4 | 1721/9  |
| православна каплиця N 2            | кінець XIX сторіччя            | м. Корсунь- Шевченківський, вул. Острів Коцюбинського, 4 | 1721/10 |
| парк дендрологічний                | 1783 рік                       | м. Корсунь- Шевченківський, вул. Острів Коцюбинського, 4 | 1721/11 |
| швейцарський будиночок             | XIX сторіччя                   | м. Корсунь- Шевченківський, вул. Острів Коцюбинського, 6 | 1721/4  |

## Тальнівський район
| Палац Шувалова | 1896-1903 роки | м. Тальне, вул. Замкова, 48 | 1725 |

## Уманський район
| Будинок педагогічного училища | 1892 рік | м. Умань, вул. Небесної Сотні, 33 | 114-Чк |

## Чигиринський район
| Церква Святого Іллі Пророка | 1653 рік | с. Суботів | 777/1 |
| дзвіниця                    | 1653 рік | с. Суботів | 777/2 |